# Anthony Berry
Pour les articles homonymes, voir Berry (homonymie).
Anthony George Berry, né à Eton le 12 février 1925 et assassiné à Brighton le 12 octobre 1984, est un politique britannique, député du Parti conservateur.

## Biographie
Fils cadet de Gomer Berry (1er vicomte Kemsley), neveu de Seymour Berry (1er baron Buckland) et du vicomte Camrose, il étudie au Eton College ensuite au Christ Church à Oxford.
Lors de son affectation aux Welsh Guards, Berry participe à la Seconde Guerre mondiale, avant de faire son entrée à la Chambre des communes en tant que député en 1964. Il représente la circonscription d'Enfield Southgate au nord de Londres jusqu'à son assassinat par l'IRA dans l'attentat de Brighton en 1984.
En 1954, il se marie en premières noces (div. 1966) avec Mary Roche (tante de Diana, princesse de Galles), fille du 4e baron Fermoy, et secondes noces en 1966 avec Sarah née Clifford-Turner, les deux avec descendance.

## Distinctions honorifiques
Il bénéficie du prédicat nobiliaire de l'hon., et est aussi nommé commandeur dans l'ordre de Saint-Jean puis en tant que Knight Bachelor en 1983.

### Insignes

Héraldique
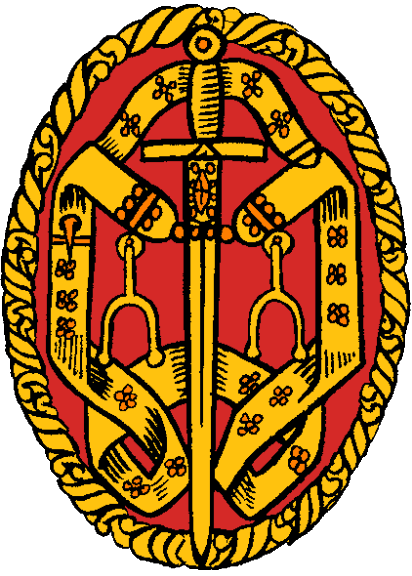
Knight Bachelor
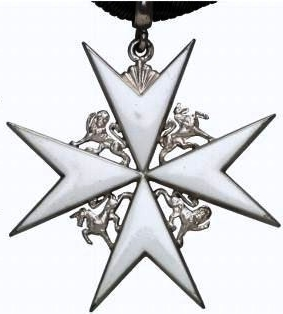
CStJ